# Gabriel Ebert
Gabriel Quinn Ebert (Denver, 14 maggio 1988) è un attore statunitense.

## Biografia
Ha studiato recitazione alla Juilliard School e ha debuttato a Broadway nel 2010 come sostituto di Eddie Redmayne nel dramma Rosso. Nel 2012 ha recitato con Mary Louise Wilson nella produzione di New York del dramma finalista del Premio Pulitzer 4000 miles e ha vinto l'Obie Award. Nel 2013 ha recitato nuovamente a Broadway nel musical Matilda the Musical, in cui interpretava l'eccentrico padre della piccola protagonista: per la sua performance ha vinto il Tony Award al miglior attore non protagonista in un musical. Nel 2025 è stato nuovamente candidato a un Tony Award, questa volta come miglior attore non protagonista in un'opera teatrale, per John Proctor is a Villain.
Nel 2015 invece debutta al cinema nel film Dove eravamo rimasti.

## Filmografia parziale

### Cinema
- Dove eravamo rimasti (Ricki and the Flash), regia di Jonathan Demme (2015)
- La famiglia Fang (The Family Fang), regia di Jason Bateman (2015)
- Jane Wants a Boyfriend, regia di William C. Sullivan (2015)
- Notizie dal mondo (News of the World), regia di Paul Greengrass (2020)

### Televisione
- Made in Jersey – serie TV, 1 episodio (2012)
- The Blacklist – serie TV, 1 episodio (2016)
- La vita immortale di Henrietta Lacks (The Immortal Life of Henrietta Lacks), regia di George C. Wolfe (2017)
- Instinct – serie TV, episodio 1x13 (2018)
- The Good Fight – serie TV, episodio 2x19 (2019)
- Elementary – serie TV, episodio 7x03 (2019)
- Mr. Mercedes – serie TV, 10 episodi (2019)
- The Mandalorian – serie TV, 3 episodi (2020)
- Dickinson – serie TV (2021)